# Jamal Woolard
Jamal « Gravy » Woolard, né le 8 juillet 1975 à Brooklyn, New York, est un rappeur et acteur américain. 

## Biographie
Jamal Woolard rappe sous le nom de scène de Gravy. Il est surtout connu pour avoir interprété le rôle de The Notorious B.I.G. dans le film homonyme sorti aux États-Unis le 16 janvier 2009. Lors du premier week-end, le film était présent dans 1 638 salles et le chiffre d'affaires total des entrées dépassait déjà les 20 millions de dollars.
En 2006, il se fait tirer dessus près de la station de radio Hot 97. Il donne une interview à Funkmaster Flex juste après. Sa musique est bannie de la radio à la suite d'une règle interdisant « la musique d'artistes qui entrent en conflit avec la chaîne. »
En 2016, Woolard prévoit reprendre son rôle de Notorious B.I.G. dans le film All Eyez on Me de Benny Boom, un biopic sur Tupac Shakur,,.

## Discographie

### Mixtapes
- 2006 : Who Shot Mayor Goonberg? Politics As Usual Vol.1
- 2006 : Mayor Goonberg Visits Africa
- 2006 : The Come Up Mixtape
- 2007 : N.Y. Target
- 2009 : Notorious Gravy

## Filmographie
- 2009 : Notorious B.I.G. (Notorious) : Christopher « Biggie » Wallace
- 2016 : All Eyez on Me de Benny Boom : Christopher « Biggie » Wallace
- 2018 : City of Lies de Brad Furman : Christopher « Biggie » Wallace